# Prosna
Prosna – rzeka w środkowej Polsce, w dorzeczu Odry, lewy dopływ Warty; długość: 216,8 km, powierzchnia dorzecza: 4924,7 km², różnica wysokości między źródłem a ujściem: ~190 m. Średni przepływ: 16,4 m³/s (1951-90, przy ujściu (Bogusław)).

## Przebieg
Źródła Prosny znajdują się między Olesnem a Gorzowem Śląskim, we wsi  Wolęcin w województwie opolskim, w gminie Radłów. Uchodzi do Warty blisko osady Modlica w pobliżu Pyzdr.
Główne dopływy:
- Pomianka – lewy,
- Niesób (Samica) – lewy,
- Pratwa – lewy,
- Brzeźnica – prawy,
- Struga Węglewska – prawy,
- Łużyca – prawy,
- Ołobok – lewy,
- Trojanówka – prawy,
- Swędrnia – prawy,
- Ner – lewy,
- Kanał Młynikowski – prawy,
- Bartosz – prawy.

## Historia
Do II rozbioru Polski (1793) Prosna w górnym biegu (do Siemianic) stanowiła granicę Rzeczypospolitej Obojga Narodów. Na tym samym odcinku w latach 1807–1815 biegła granica Księstwa Warszawskiego. Po kongresie wiedeńskim (1815) do 1919 Prosna (do ujścia) stanowiła zachodnią granicę Królestwa Polskiego. 
W latach 1919–1939 granica państwowa II Rzeczypospolitej przebiegała ponownie górnym biegiem rzeki. Od 1945 Prosna na całej długości płynie przez terytorium Polski.
W 2022 na kilkunastu kilometrach rzeki, w rejonie Grabowa nad Prosną, nastąpiła klęska ekologiczna wywołana przegrodzeniem i wyschnięciem koryta pod remont jazu, a następnie przerwaniem przegrody ziemnej i spłynięciem piasków.

## Szlak kajakowy
Prosna jest nizinnym szlakiem kajakowym, dostępnym na odcinku Wieruszów – Modlica koło Pyzdr, czyli około 150 km. Przebiega głównie w otoczeniu pól i łąk, w większości w szpalerach wierzbowych. Uciążliwość szlaku bywa oceniana na U3, trudność na ZWB, natomiast malowniczość jest średnia.

## Ważniejsze miejscowości
- miasto Gorzów Śląski,
- miasto Praszka,
- wieś Przedmość,
- miasto Bolesławiec,
- miasto Wieruszów,
- miasto Grabów nad Prosną,
- wieś Ołobok,
- miasto Kalisz,
- miasto Chocz,
- wieś Gizałki,
- wieś Broniszewice,
- wieś Tomice.

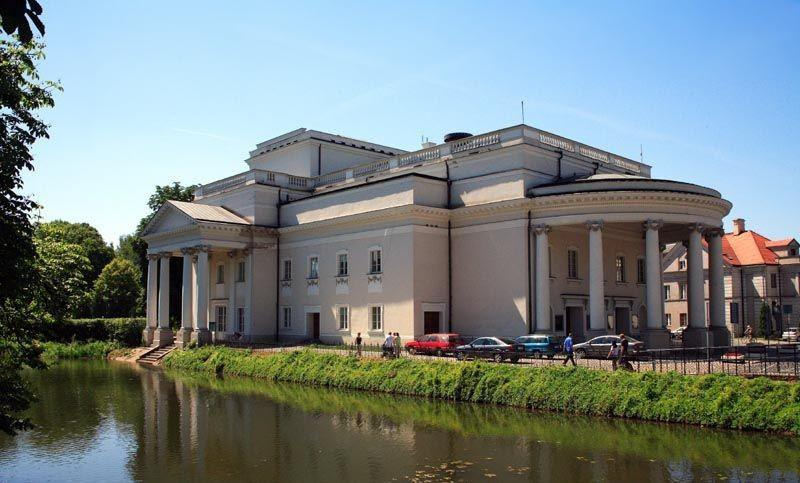
Teatr im. Wojciecha Bogusławskiego w Kaliszu, brzeg rzeki
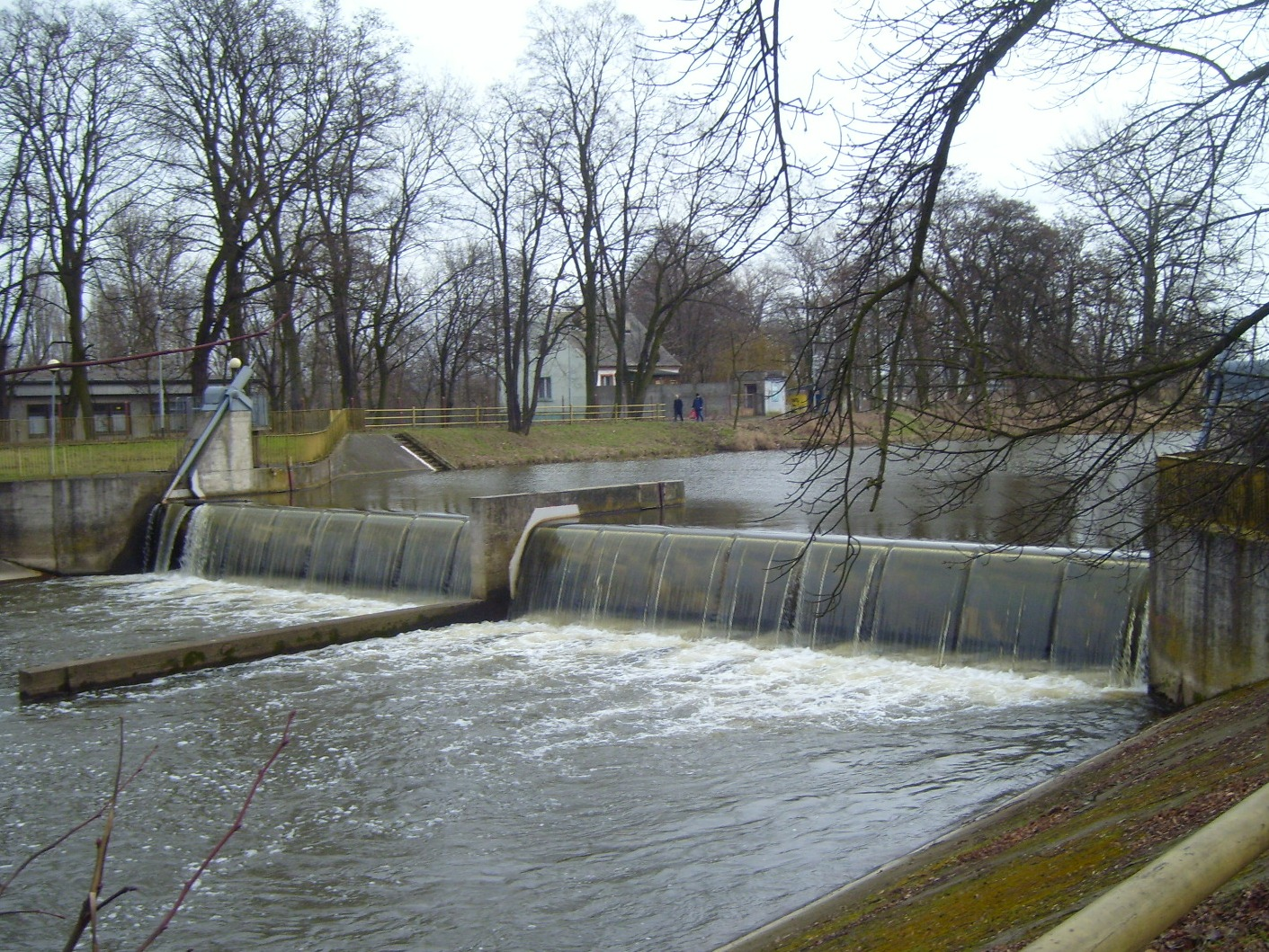
Prosna, Kanał Bernardyński
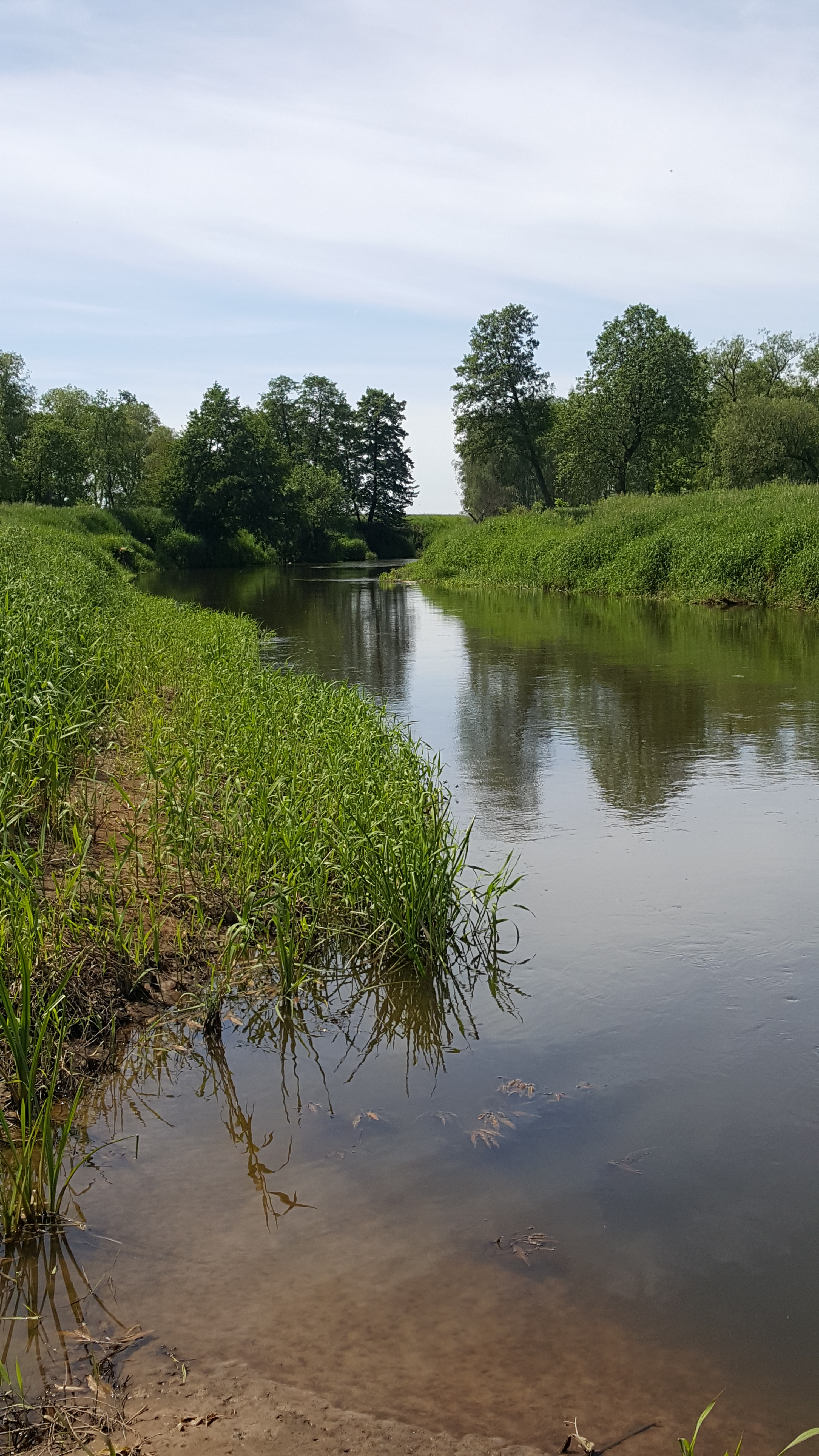
Prosna na wysokości Chocza
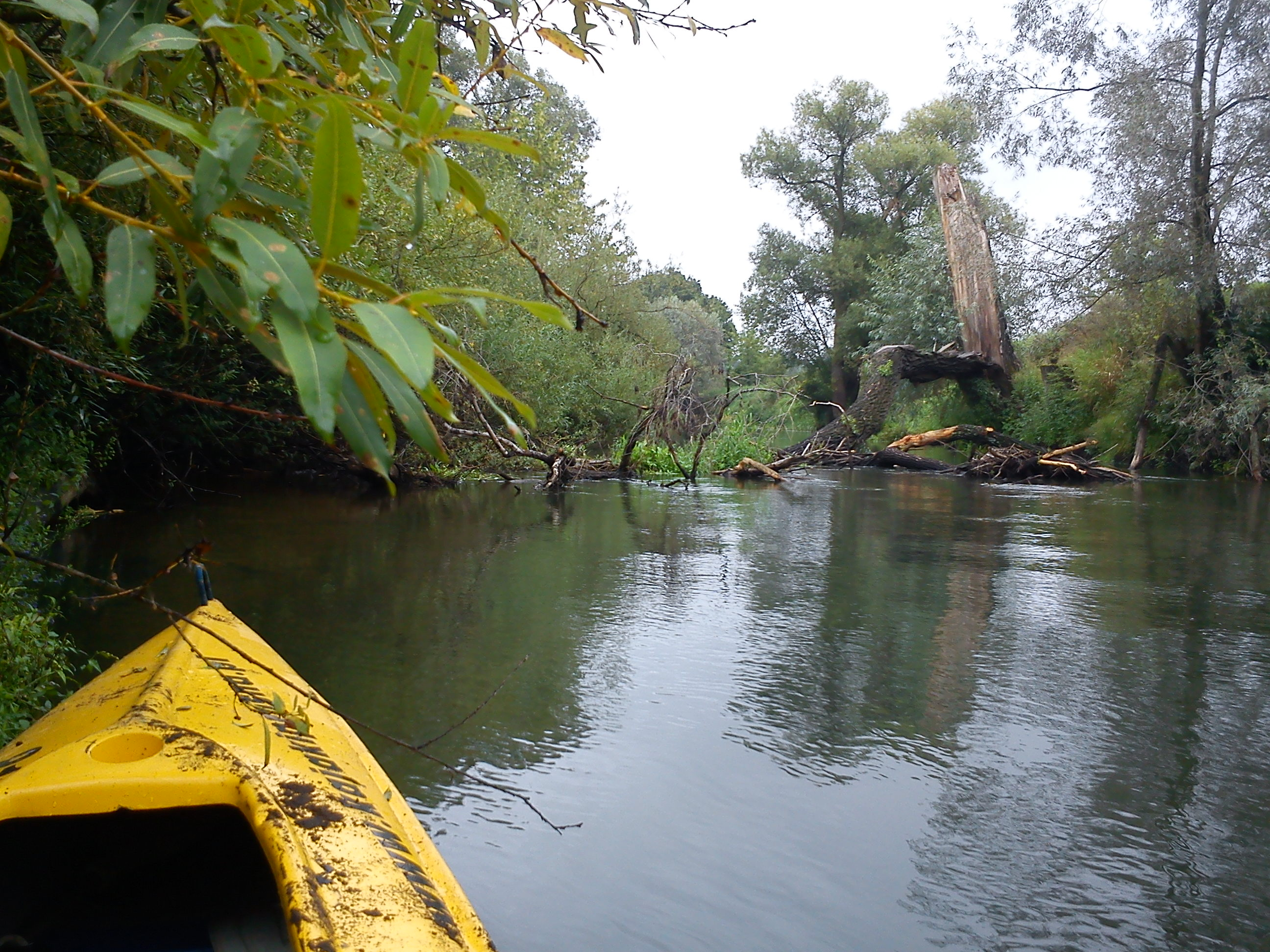
Szlak kajakowy Prosny (Przystajnia)
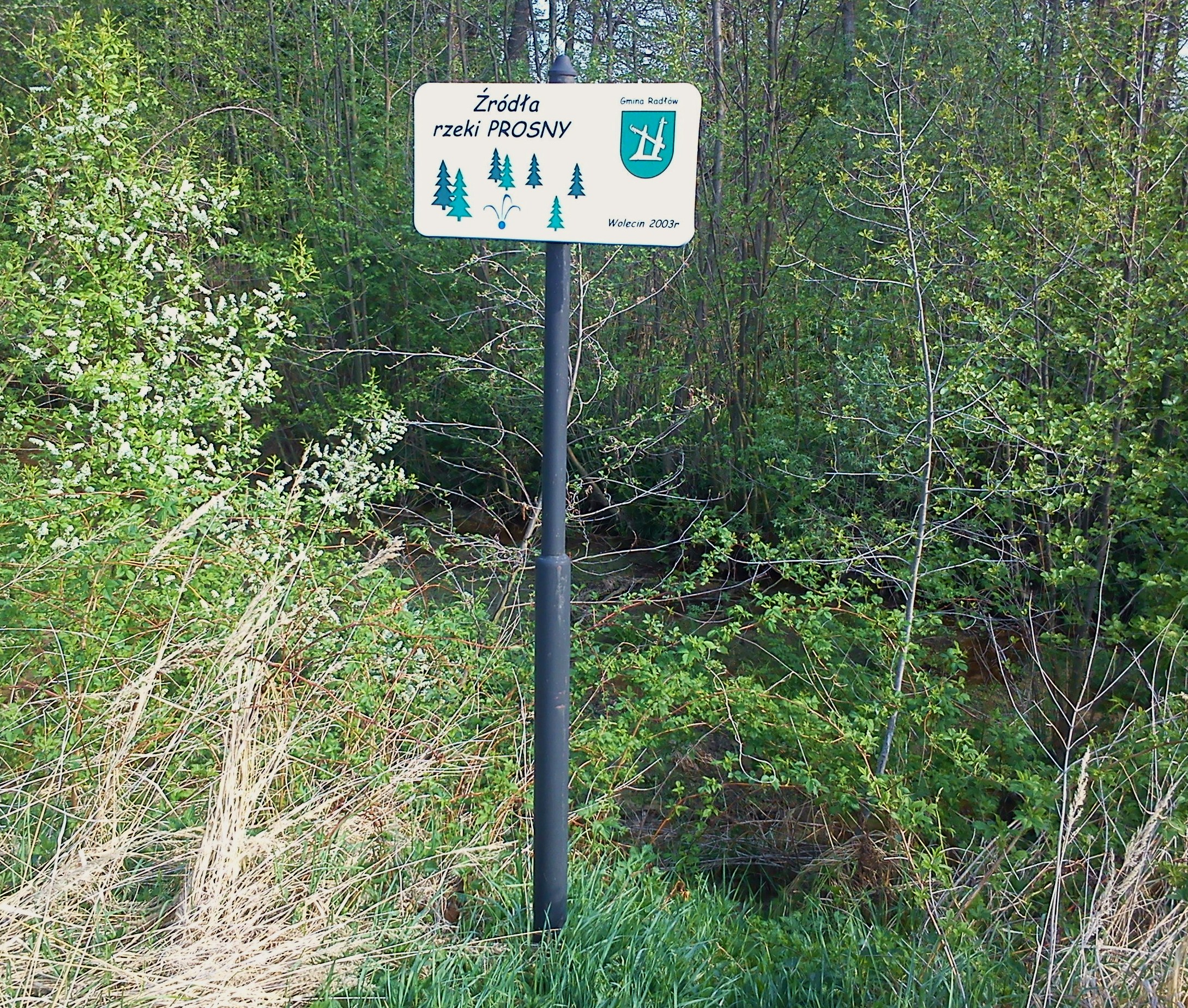
Źródła w miejscowości Wolęcin